# Fernando Soler
Fernando Díaz Pavía (24 de mayo de 1896 - 24 de octubre de 1979), conocido como Fernando Soler, fue un prolífico actor, guionista, productor teatral y director de cine mexicano. Fue miembro de la familia compuesta por actores y perteneciente a la llamada época de oro.

## Primeros años
Nacido en Saltillo, Coahuila, México, el 24 de mayo de 1896, su verdadero nombre era Fernando Díaz Pavía. Sus padres fueron el actor Domingo Díaz García (gallego) y la actriz Irene Pavia Soler (valenciana), dos actores españoles que llegaron a México en una compañía teatral en 1895. Durante la Revolución mexicana, el matrimonio Díaz Pavía emigró a Estados Unidos, donde comenzaron una empresa teatral utilizando el talento de sus hijos, "Cuarteto Infantil Soler".
La familia estuvo formada por ocho hijos que nacieron en diferentes estados de la República Mexicana debido a las constantes giras artísticas que realizaban sus padres.
Fernando formó parte de una dinastía de actores de la Época de Oro del cine mexicano, la familia de actores conocidos como los Hermanos Soler. Sus hermanos menores, Domingo y Andrés, actuaron en el cine de manera notable, en algunos casos con Fernando. Su hermano Julián, también actor, se dedicó más a la dirección escénica, teniendo una prolífica carrera en este rubro. Su carrera comienza cuando se presentó por primera vez en teatro en 1916, en Los Ángeles, California, con la compañía teatral de sus padres.
Sus hermanos: 3 hombres, Andrés, Domingo y Julián y 4 mujeres, Irene, Gloria, Elvira y Mercedes; esta última también participó en el Época de Oro del cine mexicano, aunque sus películas fueron pocas, entre los que destacan ¡Así es mi tierra! (1937), con Mario Moreno Cantinflas y Burlada (1950) con Jorge Mistral. Mercedes contrajo nupcias con el actor argentino, radicado en México, Alejandro Ciangherotti (siendo padres de Fernando Luján).

## Personalidad en el cine
Fernando Soler representó una gran variedad de personajes característicos de la sociedad mexicana de clase media y alta de la época, tales como el padre moralista y autoritario (Una familia de tantas, una de sus mejores interpretaciones), el estafador de modales aristocráticos (Al son de la marimba o Qué hombre tan simpático), etc. Su papel más importante fue la caracterización del ranchero autoritario Cruz Treviño Martínez de la Garza en La oveja negra (1949) y su secuela, No desearás la mujer de tu hijo (1949), su interpretación actoral cumbre, la que le valió ganar el Ariel a Mejor Actor (1951).
Trabajó con la mayoría de los actores del cine mexicano de la época, entre los que se encuentran María Félix, Pedro Infante, Marquita Rivera, Sara García, Joaquín Pardavé, Ninón Sevilla, Andrea Palma, Gloria Marín, Roberto Cañedo, Arturo de Córdova y, por supuesto, con sus hermanos: Andrés, Domingo, Julián, Irene, Gloria, Elvira y Mercedes. 
Contrajo nupcias en 1946 con la actriz Sagrario Gómez Seco, conocida con su pseudónimo artístico como Sagra del Río, con quien no tuvo hijos.
Presidió la Academia de Ciencias y Artes Cinematográficas de 1946 a 1950. Honrado con libros y estudios biográficos, el Museo de Cera de la Ciudad de México presenta su figura en el Salón de actores legendarios.
Entre sus películas destacan: Una familia de tantas (Alejandro Galindo), Al son de la marimba, México de mis recuerdos, La reina de la opereta, (en la que compartió créditos con Joaquín Pardavé), El gran Calavera, Susana (Luis Buñuel), Cuando los hijos se van, etc.

## Muerte
Tras sufrir un ataque al corazón, Fernando Soler murió el 24 de octubre de 1979 en la Ciudad de México. Sus restos descansan en el Panteón Jardín.   

## Filmografía

### Actor
- 1915 - The Spanish Jade (EUA)
- 1931 - ¿Cuándo te suicidas? (EUA, en español)
- 1934 - Chucho "El Roto"
- 1936 - Celos
- 1937 - Abnegación
- 1938 - Refugiados en Madrid
- 1938 - Por mis pistolas
- 1938 - Dos cadetes
- 1938 - La bestia negra
- 1938 - La casa del ogro
- 1938 - Verbena trágica (EUA, en español)
- 1939 - Los hijos mandan / El caudal de los hijos (México, EUA)
- 1939 - Odio
- 1939 - Papacito lindo /El viejo verde
- 1939 - En tiempos de don Porfirio
- 1940 - Pobre diablo
- 1940 - Creo en Dios
- 1940 - Con su amable permiso
- 1940 - Al son de la marimba
- 1941 - El barbero prodigioso
- 1941 - Cuando los hijos se van
- 1942 - El verdugo de Sevilla
- 1942 - ¡Qué hombre tan simpático!
- 1943 - México de mis recuerdos
- 1943 - Tentación
- 1943 - Ojos negros
- 1943 - La mujer sin alma
- 1944 - Como todas las madres
- 1944 - La mujer que engañamos
- 1944 - El rey se divierte
- 1944 - Capullito de alhelí
- 1945 - La reina de la opereta
- 1945 - Flor de durazno
- 1945 - Las cinco advertencias de Satanás
- 1945 - Mamá Inés
- 1946 - Los maderos de San Juan
- 1946 - Todo un caballero
- 1947 - ¡Que Dios me perdone!
- 1948 - Una familia de tantas
- 1948 - Rosenda
- 1948 - El dolor de los hijos
- 1948 - Cuando los padres se quedan solos
- 1949 - Las tandas del principal
- 1949 - Las joyas del pecado
- 1949 - El gran Calavera
- 1949 - Cuide a su marido
- 1949 - La oveja negra
- 1949 - No desearás la mujer de tu hijo
- 1950 - El grito de la carne
- 1950 - Susana
- 1950 - Yo quiero ser tonta / Las estrellas
- 1950 - Sensualidad
- 1950 - Amor a la vida
- 1950 - Azahares para tu boda
- 1950 - Mi mujer no es mía
- 1950 - Mi querido capitán
- 1951 - Mamá nos quita los novios
- 1951 - La hija del engaño
- 1952 - Prefiero a tu papá..!
- 1952 - Por ellas aunque mal paguen
- 1952 - El gran mentiroso / Los hijos artificiales
- 1952 - Solo para maridos
- 1953 - Reportaje
- 1954 - El indiano (España)
- 1954 - Educando a papá (España, México)
- 1954 - Maldita ciudad / Un drama cómico
- 1956 - Cuando México canta
- 1960 - Las memorias de mi General
- 1961 - Pueblito
- 1961 - Sol en llamas
- 1961 - El amor de los amores (España)
- 1962 - María "Pistolas"
- 1962 - El corrido de María "Pistolas"
- 1963 - México de mis recuerdos
- 1963 - Historia de un canalla
- 1963 - Amor de adolescente
- 1963 - He matado a un hombre
- 1963 - La edad de la violencia
- 1964 - Campeón del barrio / Su última canción
- 1964 - Los tales por cuales
- 1964 - Así amaron nuestros padres
- 1964 - Los hermanos Muerte
- 1965 - Los valses venían de Viena y los niños de París
- 1966 - El derecho de nacer
- 1966 - Casa de mujeres
- 1966 - Seis días para morir (La rabia)
- 1966 - Me quiero casar
- 1966 - Amanecí en tus brazos
- 1966 - Los ángeles de Puebla
- 1967 - No hay cruces en el mar
- 1968 - Muchachas, muchachas, muchachas
- 1968 - Romeo contra Julieta
- 1968 - Misión cumplida
- 1968 - Cuando los hijos se van
- 1968 - El día de las madres
- 1969 - Ave sin nido (Guatemala, México)
- 1969 - El hacedor del miedo (EUA, México)
- 1971 - Hoy he soñado con Dios
- 1971 - Yesenia
- 1972 - Pobre, pero honrada
- 1972 - El señor de Osanto
- 1977 - El lugar sin límites
- 1978 - Pedro Páramo
- 1978 - La comadrita
- 1981 - El gran perro muerto

Documentales
- 1940 - Recordar es vivir
- 1955 - El charro inmortal
- 1963 - Así era Pedro Infante
- 1976 - México de mis amores

Telenovela
- 1973 - Los miserables

Teleteatro
- 1964 - Fernando Soler y sus comediantes

### Director
- 1939 - Odio
- 1940 - Con su amable permiso
- 1941 - El barbero prodigioso
- 1942 - El verdugo de Sevilla
- 1942 - ¡Que hombre tan simpático!
- 1943 - Tentación
- 1943 - Ojos negros
- 1944 - Como todas las madres
- 1944 - Capullito de alhelí
- 1945 - Mamá Inés
- 1946 - El conquistador
- 1946 - Me persigue una mujer
- 1949 - La hija del penal
- 1949 - Cuide a su marido
- 1950 - El grito de la carne
- 1950 - Mi mujer no es mía
- 1951 - Los enredos de una gallega
- 1952 - María del mar
- 1952 - El gran mentiroso / Los hijos artificiales
- 1952 - Solo para maridos
- 1954 - Educando a papá (España, México)
- 1954 - El indiano (España)
- 1954 - El Coyote (España)

Productor
- 1940 - Pobre diablo
- 1944 - Capullito de alhelí
- 1949 - La hija del penal
- 1949 - El gran calavera

Guionista y argumentista
- 1939 - Papacito lindo
- 1939 - Odio
- 1942 - ¡Que hombre tan simpático!
- 1943 - Tentación
- 1943 - Ojos negros
- 1945 - Mamá Inés
- 1946 - Me persigue una mujer
- 1949 - Cuide a su marido
- 1950 - Mi mujer no es mía
- 1952 - María del mar
- 1952 - El gran mentiroso
- 1952 - Solo para maridos
- 1954 - Educando a papá (España, México)
- 1954 - El indiano (España)
- 1969 - Tápame contigo

## Reconocimientos

### Premio Ariel
| Año  | Categoría   | Película                        | Resultado |
| ---- | ----------- | ------------------------------- | --------- |
| 1951 | Mejor Actor | No desearás la mujer de tu hijo | Ganador   |
| 1952 | Mejor Actor | El grito de la carne            | Nominado  |

Otros premios
- 1962 - Perla del Cantábrico del Festival de San Sebastián: Pueblito, de Emilio Fernández.